# Thierry Debrune
 (4 janvier 2017).
 (4 janvier 2017).
Thierry Debrune est un comédien, artiste interprète de voix enregistrée, voix off et auteur de documentaires. Il fut aussi animateur de radio et de télévision.

## Parcours professionnel
Théâtre
- Seul en scène : Finissons-en... c'est mieux pour vous

Radio
- Chérie FM, RFM, RTL, Bel RTL

Télévision
- France 2, France Télévisions, Motus, M6, M6 Boutique La Chaîne, chroniqueur sur Vivolta

Documentaires
- L'Esprit western de Laurent Cohen

Voix off
- Duels : narration : (France 2)
- Motus
- Super Nanny
- Star Academy
- Miss France
- Domino Day
- Dossier 13
- Docs de choc
- Podium
- Les Défis de la glace
- Attention mesdames et messieurs
- Panique en cuisine
- Combien ça coûte
- Exclusif
- E=M6
- 36 en chansons
- Ciné6
- Génération 80
- Un dîner presque parfait...